# The Revenant
The Revenant är en amerikansk historisk westernthriller från 2015 regisserad av Alejandro González Iñárritu. Filmen är baserad på romanen med samma namn av Michael Punke som bygger på nybyggaren Hugh Glass liv. I filmen medverkar Leonardo DiCaprio, Tom Hardy, Will Poulter och Domhnall Gleeson.
Filmen hade premiär vid Grauman's Chinese Theatre i Los Angeles den 16 december 2015 och begränsad premiär i USA den 25 december 2015. I Sverige hade filmen biopremiär den 29 januari 2016.
Vid Oscarsgalan 2016 nominerades filmen till tolv stycken Oscars, inklusive för Bästa film. Filmen vann slutligen tre priser: för Bästa regi till Iñárritu, för Bästa manliga huvudroll till DiCaprio och för Bästa foto.

## Handling
Filmen utspelar sig vintern 1823. Hugh Glass  (Leonardo DiCaprio) är en jägare och guide för en grupp nybyggare, ledd av Andrew Henry (Domhnall Gleeson), som är på en pälsjägarexpedition i den outforskade amerikanska vildmarken. De blir attackerade av Arikaraindianer och tvingas fly tillbaka till sin militärbas. När Glass dagen därpå är ensam ute på en ny expedition, blir han brutalt attackerad av en grizzlybjörn. Han lyckas döda björnen, men blir själv svårt skadad. På grund av svårigheter att transportera Glass till militärbasen blir han kvarlämnad med John Fitzgerald (Tom Hardy), den unge Jim Bridger (Will Poulter) och sin egen son Hawk (Forrest Goodluck), som är halvt pawnee, medan resten av gruppen återvänder till militärbasen. Fitzgerald dödar Hawk framför ögonen på den skadade och nästintill förlamade Glass, och lurar Jim att lämna honom att dö. Glass överlever och försöker att återvända i sämsta tänkbara skick i sämsta tänkbara klimat och samtidigt undvika indianerna. Men Glass tänker inte ge upp så lätt, utan är fast besluten att ta sig tillbaka levande och kräva hämnd på Fitzgerald för mordet på sin son.

## Rollista i urval
| Leonardo DiCaprio | – Hugh Glass              |
| Tom Hardy         | – John Fitzgerald         |
| Domhnall Gleeson  | – Kapten Andrew Henry     |
| Will Poulter      | – Jim Bridger             |
| Forrest Goodluck  | – Hawk                    |
| Duane Howard      | – Indianhövdingen Elk Dog |
| Arthur Redcloud   | – Indianen Hikuc          |
| Melaw Nakehk'o    | – Powaqa                  |
| Grace Dove        | – Hugh Glass' fru         |
| Lukas Haas        | – Jones                   |
| Paul Anderson     | – Anderson                |
| Kristoffer Joner  | – Murphy                  |
| Brendan Fletcher  | – Fryman                  |
| Fabrice Adde      | – Toussaint               |

## Mottagande
The Revenant möttes av positiva recensioner av kritiker, särskilt för Leonardo DiCaprios och Tom Hardys skådespeleri, Alejandro G. Iñárritus regi och Emmanuel Lubezkis filmfotografi. På Rotten Tomatoes har filmen ett medelbetyg på 82%, baserat på 300 recensioner, och ett genomsnittsbetyg på 7,9 av 10. På Metacritic har filmen genomsnittsbetyget 76 av 100, baserat på 50 recensioner.

## Utmärkelser
| Priser och nomineringar      | Priser och nomineringar         | Priser och nomineringar                                                                      | Priser och nomineringar | Priser och nomineringar |
| Utmärkelse                   | Kategori                        | Mottagare                                                                                    | Resultat                |                         |
| ---------------------------- | ------------------------------- | -------------------------------------------------------------------------------------------- | ----------------------- | ----------------------- |
| Oscar                        | Bästa regi                      | Alejandro González Iñárritu                                                                  | Vann                    |                         |
| Oscar                        | Bästa manliga huvudroll         | Leonardo DiCaprio                                                                            | Vann                    |                         |
| Oscar                        | Bästa foto                      | Emmanuel Lubezki                                                                             | Vann                    |                         |
| Oscar                        | Bästa film                      | Arnon Milchan, Steve Golin, Alejandro González Iñárritu, Mary Parent och Keith Redmon        | Nominerad               |                         |
| Oscar                        | Bästa manliga biroll            | Tom Hardy                                                                                    | Nominerad               |                         |
| Oscar                        | Bästa ljudredigering            | Martín Hernández och Lon Bender                                                              | Nominerad               |                         |
| Oscar                        | Bästa ljud                      | Jon Taylor, Frank A. Montaño, Randy Thom och Chris Duesterdiek                               | Nominerad               |                         |
| Oscar                        | Bästa scenografi                | Jack Fisk och Hamish Purdy                                                                   | Nominerad               |                         |
| Oscar                        | Bästa smink                     | Sian Grigg, Duncan Jarman och Robert A. Pandini                                              | Nominerad               |                         |
| Oscar                        | Bästa kostym                    | Jacqueline West                                                                              | Nominerad               |                         |
| Oscar                        | Bästa klippning                 | Stephen Mirrione                                                                             | Nominerad               |                         |
| Oscar                        | Bästa specialeffekter           | Richard McBride, Matt Shumway, Jason Smith och Cameron Waldbauer                             | Nominerad               |                         |
| Golden Globes                | Bästa film - drama              |                                                                                              | Vann                    |                         |
| Golden Globes                | Bästa manliga huvudroll - drama | Leonardo DiCaprio                                                                            | Vann                    |                         |
| Golden Globes                | Bästa regi                      | Alejandro González Iñárritu                                                                  | Vann                    |                         |
| Golden Globes                | Bästa filmmusik                 | Ryuichi Sakamoto och Alva Noto                                                               | Nominerad               |                         |
| BAFTA Awards                 | Bästa film                      |                                                                                              | Vann                    |                         |
| BAFTA Awards                 | Bästa regi                      | Alejandro González Iñárritu                                                                  | Vann                    |                         |
| BAFTA Awards                 | Bästa manliga huvudroll         | Leonardo DiCaprio                                                                            | Vann                    |                         |
| BAFTA Awards                 | Bästa foto                      | Emmanuel Lubezki                                                                             | Vann                    |                         |
| BAFTA Awards                 | Bästa ljud                      | Lon Bender, Chris Duesterdiek, Martín Hernández, Frank A. Montaño, Jon Taylor och Randy Thom | Vann                    |                         |
| BAFTA Awards                 | Bästa filmmusik                 | Ryuichi Sakamoto och Alva Noto                                                               | Nominerad               |                         |
| BAFTA Awards                 | Bästa smink                     | Sian Grigg, Duncan Jarman och Robert A. Pandini                                              | Nominerad               |                         |
| BAFTA Awards                 | Bästa klippning                 | Stephen Mirrione                                                                             | Nominerad               |                         |
| Screen Actors Guild Awards   | Bästa manliga huvudroll         | Leonardo DiCaprio                                                                            | Vann                    |                         |
| Critics' Choice Movie Awards | Bästa manliga skådespelare      | Leonardo DiCaprio                                                                            | Vann                    |                         |
| Critics' Choice Movie Awards | Bästa foto                      | Emmanuel Lubezki                                                                             | Vann                    |                         |
| Critics' Choice Movie Awards | Bästa film                      |                                                                                              | Nominerad               |                         |
| Critics' Choice Movie Awards | Bästa regissör                  | Alejandro González Iñárritu                                                                  | Nominerad               |                         |
| Critics' Choice Movie Awards | Bästa manliga biroll            | Tom Hardy                                                                                    | Nominerad               |                         |
| Critics' Choice Movie Awards | Bästa klippning                 | Stephen Mirrione                                                                             | Nominerad               |                         |
| Critics' Choice Movie Awards | Bästa kompositör                | Ryuichi Sakamoto och Alva Noto                                                               | Nominerad               |                         |
| Critics' Choice Movie Awards | Bästa smink                     |                                                                                              | Nominerad               |                         |
| Critics' Choice Movie Awards | Bästa specialeffekter           |                                                                                              | Nominerad               |                         |